# Ohebach (Oker)
Der Ohebach ist ein 6,4 km langer, südwestlicher und linker Nebenfluss der Oker, der im Harly im Landkreis Goslar entspringt und nahe Lengde in die Oker mündet. Sein Verlauf bildet einen Abschnitt der Grenze der Landkreise Goslar und Wolfenbüttel im östlichen Niedersachsen.

## Verlauf
Die Quelle des Ohebachs liegt auf dem Nordhang des Harlybergs, wo der Bach noch zwei kleinere Zuflüsse aufnimmt, die jedoch regelmäßig trockenfallen. Er fließt ab dem Fuße des Höhenzugs in stark begradigten Abschnitten zwischen Beuchte und Lengde hindurch nach Nordosten durch intensiv bewirtschaftete Äcker. In seinem letzten Abschnitt im Naturschutzgebiet Okertal wird der Bach auf etwa 400 Metern durch naturbelassenes Dickicht parallel zur Oker geführt, die er nach Unterqueren der Bundesautobahn 36 gegenüber dem Steinfelder Zoll erreicht.

## Gleichnamiger Zufluss
Im Ortsbereich Lengde ist ein weiterer Bachlauf vorhanden, der in den Karten der niedersächsischen Landesvermessung ebenfalls als Ohebach bezeichnet wird, sowie eine Straße Am Ohebach. In historischen Karten ist dieser Verlauf des Baches durchgängig vom Harlyberg bis unterhalb Lengde gezeichnet und der Bach offenbar später umgelegt bzw. aufgeteilt worden. Beide Abschnitte treffen an der Bundesautobahn 36 zusammen.

## Gewässerqualität
Im Gewässergütebericht des NLWKN von 2002 wird der Bach ausdrücklich als artenarm beschrieben. Weitere Angaben zur Gewässerqualität gibt es aktuell nicht.